# Jerzy Kraska
Jerzy Adam Kraska (Płock, 24 de dezembro de 1951) é um ex-futebolista profissional polaco que atuava como defensor.

## Carreira
Jerzy Kraska fez parte do elenco da Seleção Polonesa de Futebol  medalhista de ouro em Munique 1972